# Megacoelus hiekei
Megacoelus hiekei là một loài bọ cánh cứng trong họ Cerambycidae.